# Hugo Kaun

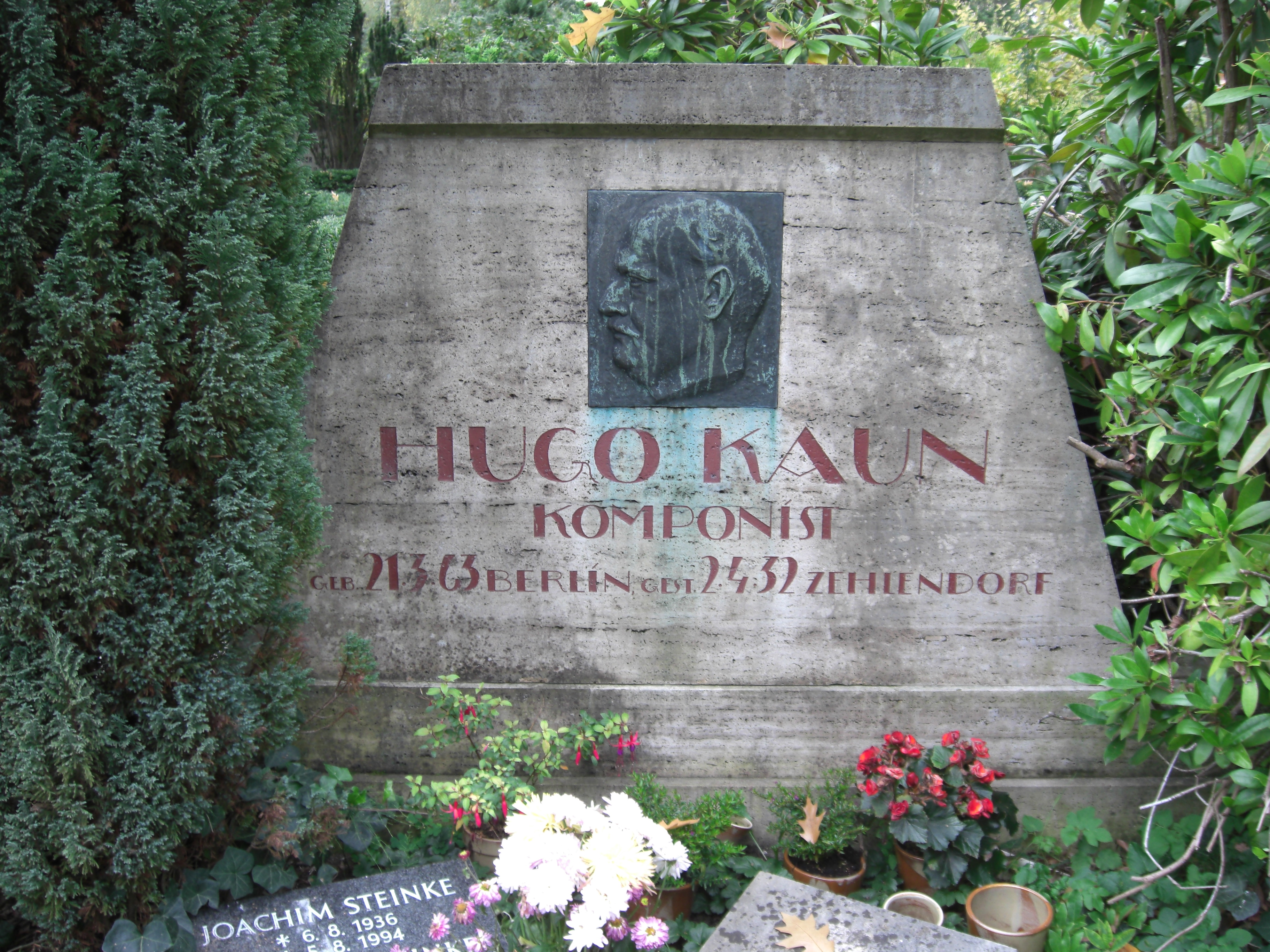
Hugo Kauns gravplats i Berlin.

Hugo Wilhelm Ludwig Kaun, född 21 mars 1863 i Berlin, död där 2 april 1932, var en tysk tonsättare. 
Kaun utbildade sig i Berlin och verkade 1887–1900 som dirigent i Milwaukee, varefter han bosatte sig i Berlin. Han komponerade kammarmusikverk (bland annat två kvintetter och två oktetter), symfonin An mein Vaterland, symfoniska dikter, en pianokonsert, körverket Normannen-Abschied och annat.